# Egnasia binorbiculata
Egnasia binorbiculata là một loài bướm đêm trong họ Noctuidae.